# Calyptommatus
Genre
Calyptommatus est un genre de sauriens de la famille des Gymnophthalmidae.

## Répartition
Les quatre espèces de ce genre sont endémiques du Nordeste au Brésil.

## Description
Ce sont des sauriens diurnes et ovipares, ils sont assez petits. Ils présentent des pattes arrière très atrophiées, et une absence de pattes avant. 

## Liste des espèces
Selon The Reptile Database (7 janvier 2016) :
- Calyptommatus confusionibus Rodrigues, Zaher & Curcio, 2001
- Calyptommatus leiolepis Rodrigues, 1991
- Calyptommatus nicterus Rodrigues, 1991
- Calyptommatus sinebrachiatus Rodrigues, 1991

## Publication originale
- Rodrigues, 1991 : Herpetofauna das dunas interiores do rio São Francisco, Bahia, Brasil. 1. Introdução à área e descrição de um novo gênero de microteiídeos (Calyptommatus) com notas sobre sua ecologia, distribuição e especiação (Sauria, Teiidae). Papéis Avulsos de Zoologia (São Paulo), vol. 37, no 19, p. 285-320.